# Generalshotel

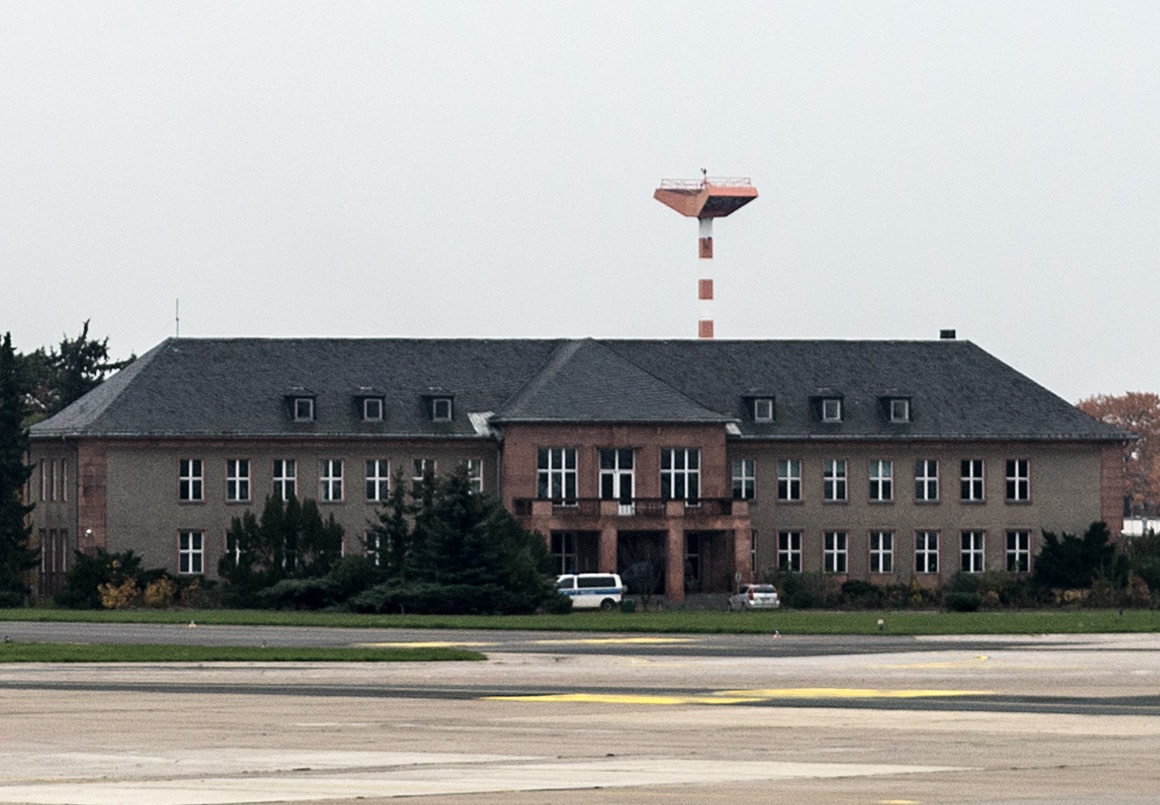
Das Generalshotel in Schönefeld (2015)

Das Generalshotel war ein nicht öffentlich zugängliches Gebäude auf dem Flugfeld des heutigen Flughafens Berlin Brandenburg in Schönefeld in Brandenburg. Es war seit 1995 ein eingetragenes Baudenkmal, dennoch wurde es bis Februar 2024 abgerissen.

## Geschichte

### Bau
Das Gebäude wurde von 1947 bis 1948 auf dem Areal der Henschel Flugzeug-Werke, dem zwischenzeitlichen Flughafengelände des eigenständigen Flughafens Berlin-Schönefeld, der auf dem späteren Staatsgebiet der DDR liegt, errichtet. Beauftragt wurde der Bau durch die Sowjetische Militäradministration in Deutschland vermutlich nach Planung des Architekten Max Schmidt. Als luxuriös ausgestattetes Empfangs- und sogenanntes „Spezialgästehaus“ sollte es zunächst der sowjetischen Militäradministration zur Unterbringung höherer Chargen der sowjetischen Armee dienen. Die Gestaltung des Generalshotels knüpfte an den Stil des Spätklassizismus der 1920er Jahre und der Kasernenarchitektur aus der Zeit des Nationalsozialismus an, noch bevor die „nationale Tradition“ stalinistischer Architektur zum verbindlichen Leitbild des Bauwesens in der DDR wurde. Von der ursprünglichen Bedeutung des Denkmals zeugten im Inneren unter anderem zahlreiche Metallarbeiten des Bildhauers und Kunstschmieds Fritz Kühn (schmiedeeiserne Geländer und Gitter), Naturstein- und Parkettfußböden, Wandverkleidungen aus Marmor und Travertin, Vertäfelungen und Stofftapeten, teilweise farbige Kassettendecken und Kronleuchter.

### Nutzung zu DDR-Zeiten
1961 kam das Gebäude im Zuge der Umwandlung des Flugplatzes in einen zivilen Flughafen in den Besitz der DDR. Über dieses Gebäude wurden unter der Bezeichnung Sonderabfertigung für Generale und Persönlichkeiten der Politik und Wirtschaft nun die Regierungsflüge abgewickelt und hohe Staatsgäste wurden hier begrüßt. Hier trafen sich unter anderem Helmut Schmidt und Erich Honecker. Weitere bekannte Gäste waren unter anderem Fidel Castro, KPdSU-Chef Leonid Breschnew, Olof Palme, Pierre Trudeau und der erste Kosmonaut Juri Gagarin.

### Nutzung nach der Wiedervereinigung
Nach der Wende zog die Bundespolizei hier ein und nutzte das Gebäude bis 2022 unter anderem als Terminal für Sammelabschiebungen mit Charterflügen. Seither stand es leer.

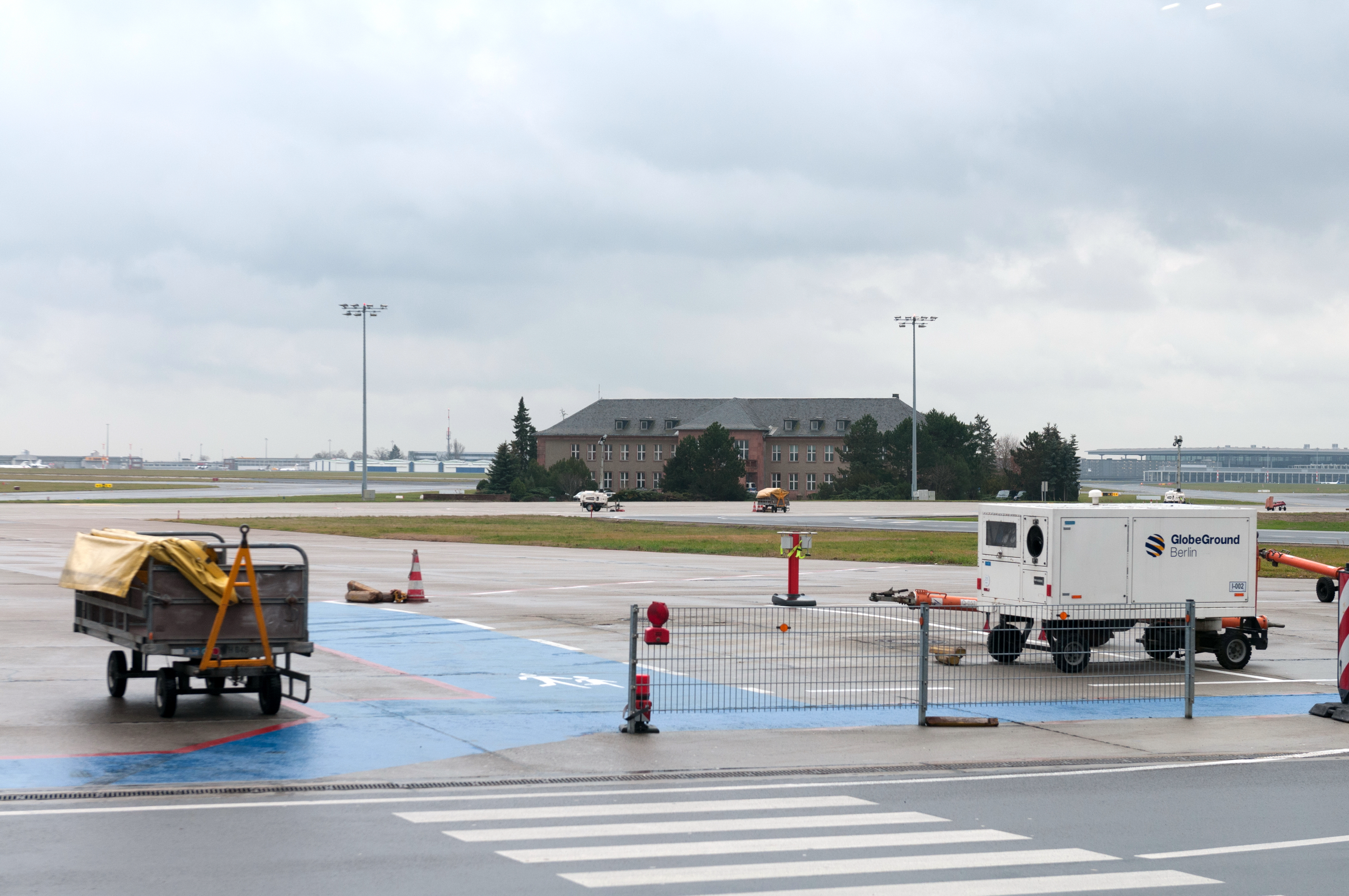
Lage des Gebäudes auf dem Flughafen Berlin Schönefeld SXF Terminal D 2009

### Abriss
2011 erteilte das Ministerium für Infrastruktur und Landesplanung des Landes Brandenburg die Abrissgenehmigung, da die Fläche als Aufstellbereich für die Flugbereitschaft der Bundesregierung benötigt werde. Florian Toncar, Parlamentarischer Staatssekretär im Bundesfinanzministerium argumentierte in der Antwort der Bundesregierung auf eine kleine Anfrage des Bundestagsabgeordneten Jan Korte, die Entscheidung von 2011 sei gemeinschaftlich von den beteiligten Ressorts dem Auswärtigen Amt, dem Verteidigungsministerium, dem Bundeskanzleramt und dem damaligen Bundesministerium für Verkehr, Bauen und Stadtentwicklung getroffen worden. Standortalternativen seien damals geprüft worden. Im Jahr 2019 sei nochmals geprüft worden, ob es Möglichkeiten gebe, das unter anderem durch ein Starkregenereignis beschädigte Gebäude in den Regierungsflughafen zu integrieren. Dies sei nicht sinnvoll möglich, denn das Gebäude liege zentral inmitten der Flugbetriebsflächen im Luftsicherheitsbereich auf dem Areal des zukünftigen Regierungsflughafens. Zudem stünden dem „sicherheitsrechtliche Anforderungen“ entgegen.
Der Abriss begann am 14. September 2023 mit der Entkernung im Inneren. Mit dem Abbruch der Gebäudehülle wurde im Januar 2024 begonnen, er soll im Februar beendet sein. Die zuständige Denkmalbehörde hatte dagegen gestimmt, konnte erreichen, dass alles zuvor genauestens dokumentiert wird. Einzelne Bauteile wie große Kronleuchter, das schmiedeeiserne Geländer des Foyers oder Wandschränke der ehemaligen Generalssuite wurden ausgebaut und werden der Nachwelt erhalten bleiben.
Ein Bündnis von Politikern, Architekten und Denkmalschützern setzte sich für den Erhalt mit dem Hinweis ein, dass das geplante Regierungs-Flugterminal inzwischen verworfen wurde. Daher sei eine Neuplanung des Areals möglich und damit eine neue Chance für den Erhalt des Gebäudes. Ein Umzug der Flugbereitschaft der Bundesregierung sei nicht vor 2034 geplant. Die Deutsche Stiftung Denkmalschutz verwies auf den einwandfreien Zustand und argumentiert zudem: „Wie wichtig Erinnerungskultur ist, sollte auch in der Politik inzwischen angekommen sein. Mit diesem Abriss tritt die Bundespolitik Geschichte und Kultur des Landes mit Füßen. Anstatt ein Vorbild zu sein im Einsatz für das Bewahren unserer gebauten Geschichte, beharrten die politischen Entscheider auf dem Abriss dieses Denkmals der deutsch-deutschen Geschichte. Dies sei inakzeptabel, da private Denkmaleigentümer vom Gesetzgeber zum Erhalt geschützter Denkmale verpflichtet sind.“
Stimmen gegen den Abriss
- ICOMOS Deutschland[8]
- Deutscher Verband für Kunstgeschichte[9]
- Die Deutsche Stiftung Denkmalschutz
- Alle sechs Fraktionen des Landtags Brandenburg[10]
- Dietmar Woidke, Ministerpräsident des Landes Brandenburg[10]
- Kai Wegner, Regierender Bürgermeister von Berlin[11][12]
- Brandenburgisches Landesamt für Denkmalpflege und Archäologisches Landesmuseum

Der Deutsche Verband für Kunstgeschichte verlieh der für den Abriss des Generalshotels zuständigen Bundesanstalt für Immobilienaufgaben im Sommer 2024 den Negativpreis „Goldene Abrissbirne“. Stephanie Herold, Professorin für Städtebauliche Denkmalpflege und Urbanes Kulturerbe an der Technischen Universität Berlin, kommentierte: „Die Auszeichnung der Goldenen Abrissbirne können sich die Bundesanstalt für Immobilienaufgaben und die betreffenden Ressorts der Bundesregierung geschwisterlich teilen; derweil sich andere Akteurinnen und Akteure damit trösten können, dass Denkmalschutz in Deutschland eben nicht Bundes-, sondern Ländersache ist. Ganz offensichtlich.“